# Dekanat strzegowski
Dekanat strzegowski – dekanat diecezji płockiej z siedzibą w Strzegowie, obejmujący 7 parafii.
Księża funkcyjni (stan na dzień 5 września 2024)
- ks. kan. mgr Robert Andrikowski, proboszcz parafii św. Stanisława BM w Żurominku,
- ks. mgr Jerzy Piątek, proboszcz parafii św. Rocha w Radzanowie,
- ks. kan. mgr Grzegorz Dobrzeniecki, proboszcz parafii św. Stanisława Biskupa i Męczennika w Dąbrowie

## Parafie dekanatu
| Miejscowość / parafia                         | Data powołania | Proboszcz / administrator                 | Zdjęcie |
| --------------------------------------------- | -------------- | ----------------------------------------- | ------- |
| Dąbrowa św. Stanisława Biskupa i Męczennika   | XIII/XIV w.    | ks. kan. Grzegorz Dobrzeniecki od 2020    |         |
| Glinojeck św. Stanisława Biskupa i Męczennika | XIII/XIV w.    | ks. kan. Adam Staniszewski od 2014        |         |
| Niedzbórz św. Mikołaja                        | 1502           | ks. kan. mgr Zbigniew Olszewski od 2020   |         |
| Radzanów św. Rocha                            | XIV w.         | ks. mgr Jerzy Piątek od 2004              |         |
| Strzegowo św. Anny                            | 1420           | ks. mgr Grzegorz Ślesicki od 2024         |         |
| Unierzyż św. Walentego                        | XIII w.        | ks. mgr Marek Jędrzejewski od 2020        |         |
| Żurominek św. Stanisława Biskupa i Męczennika | XIII/XIV w.    | ks. mgr Robert Henryk Andrikowski od 2013 |         |

stan na dzień 17.09.2015